# Aegoschema moniliferum
Aegoschema moniliferum là một loài bọ cánh cứng trong họ Cerambycidae.